# Desmedipham
Desmedipham ist eine chemische Verbindung aus der Gruppe der Phenylcarbamate und Biscarbamate.

## Gewinnung und Darstellung
Desmedipham kann durch Reaktion von Chlorameisensäureethylester und m-Aminophenol mit Phenylisocyanat gewonnen werden.

## Verwendung
Desmedipham wurde 1970 von der Schering AG (später Aventis, jetzt Bayer CropScience) als selektives, systemisches Nachauflauf-Herbizid eingeführt. Es wird vor allem im Rübenanbau (hier besonders gegen Zurückgebogener Amarant / Amaranthus retroflexus) und in Erdbeerkulturen gegen Unkräuter eingesetzt, z. T. in Kombination mit Phenmedipham.
Desmedipham hemmt das Protein D1 am Photosystem II.

## Zulassung
In der Europäischen Union wurde Desmedipham mit Wirkung zum 1. März 2005 für Anwendungen als Herbizid in die Liste der zulässigen Pflanzenschutzmittel-Wirkstoffe aufgenommen. Als Wirkstoff von Pflanzenschutzmitteln war Desmedipham in Deutschland, Österreich und der Schweiz unter den Handelsnamen Betanal und Betamax zugelassen. Es wurde in Pflanzenschutzmitteln vor allem in Kombination mit Phenmedipham und Ethofumesat verwendet. Die Zulassungen von Pflanzenschutzmitteln mit Desmedipham endeten in der EU am 1. Januar 2020. Es galten Verkaufs- und Aufbrauchfristen zum 1. Juli 2020.